# 埃爾季利河
埃爾季利河是俄羅斯的河流，位於沃羅涅日州和坦波夫州內，屬於頓河的支流，發源地海拔180米，河道全長75公里，在海拔107米處注入比秋格河。